# Alboino De Iuliis
Alboino De Iuliis (Collecorvino, 22 dicembre 1892 – Trento, 9 settembre 1943) è stato un militare italiano, decorato con la Medaglia d'oro al valor militare alla memoria durante la seconda guerra mondiale.

## Biografia
Nacque a Collecorvino (provincia di Pescara) nel 1893, si arruolò nel Regio Esercito nel corso del 1912, assegnato al 90º Reggimento fanteria. Con l’entrata in guerra dell’Italia, il 24 maggio 1915, fu subito in zona di operazioni con il grado di sergente maggiore. Rimasto ferito sul Monte Vodil nel mese di ottobre, riprese servizio attivo un anno dopo, per frequentare poi il corso Allievi ufficiali terminandolo nel corso del 1917. Nel mese di marzo di quell’anno fu nominato sottotenente  in servizio permanente effettivo (s.p.e.), ed assegnato al 95º Reggimento fanteria "Udine".  Trattenuto in servizio attivo dopo la fine del conflitto, nel corso del 1922 fu promosso tenente, ed a partire dal marzo 1927 prestò servizio nel Regio corpo truppe coloniali della Cirenaica, assegnato al VI Battaglione cacciatori, rimanendovi fino al marzo 1929 quando fu promosso capitano ed assegnato al 225º Reggimento fanteria "Arezzo". All’atto della mobilitazione generale in vista dell’inizio della campagna d’Etiopia partì per l’Africa Orientale Italiana nel settembre 1935, combattendo fino al febbraio 1936 quando fu rimpatriato per malattia. Alternò poi periodi di servizio attivo ad altri di convalescenza,  rientrando in forza ai reparti dal marzo 1939, riassegnato al 225º Reggimento. Con l’inizio delle operazioni belliche dal giugno 1940, il 31 luglio dello stesso anno fu posto, dietro sua domanda, in riserva, venendo poi richiamato in servizio pochi mesi dopo con il grado di maggiore presso il depositi del 62º Reggimento fanteria "Sicilia" di stanza a Trento.
Si trovava nelle città quando, l’8 settembre 1943, apprese la notizia dell’avvenuta firma dell'armistizio, e si recò immediatamente al Deposito del 62º Reggimento per organizzare la difesa della caserma. Cadde combattendo contro i soldati tedeschi il giorno successivo, e fu poi insignito della Medaglia d'oro al valor militare alla memoria. Una via di Collecorvino porta il suo nome.